# Lovett Purnell

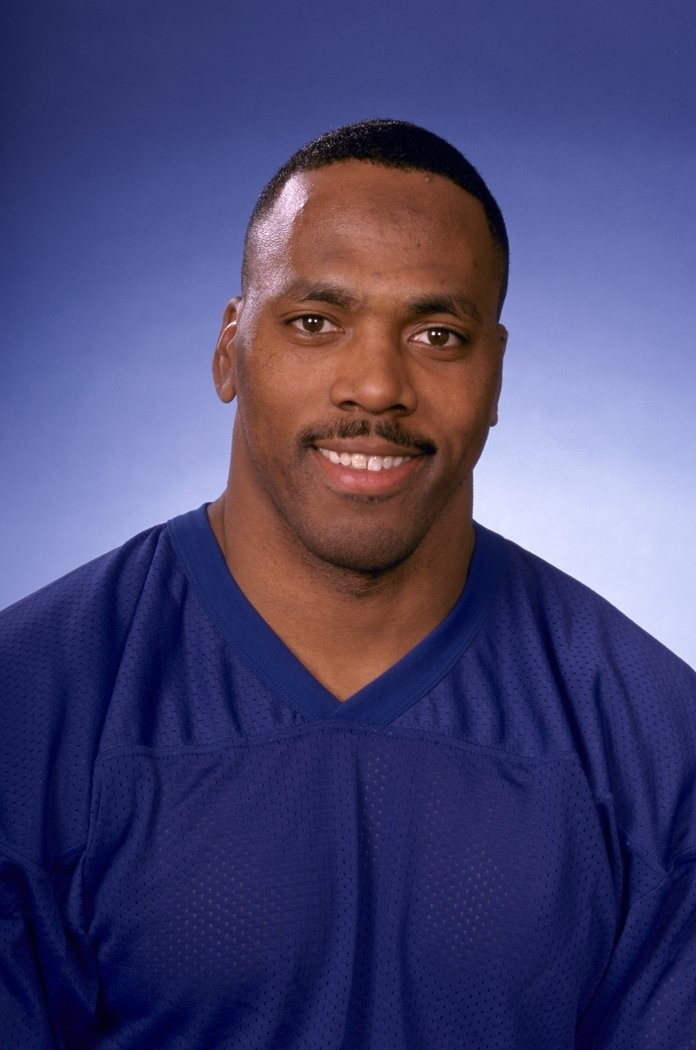
Lovett Purnell

Lovett Shaizer Purnell, född 7 april 1972 i Seaford i Delaware, är en amerikansk utövare av amerikansk fotboll (tight end) som spelade i NFL 1996–1999. Purnell spelade collegefotboll för West Virginia Mountaineers. I NFL spelade han 1996–1998 för New England Patriots och 1999 för Baltimore Ravens.
Purnell draftades 1996 av New England Patriots i sjunde omgången.